# リーズ音楽祭合唱団
リーズ音楽祭合唱団（リーズおんがくさいがっしょうだん、Leeds Festival Chorus）は、イギリスのウェスト・ヨークシャー州リーズを拠点とする合唱団である。ソプラノ、アルト、テノール、バスの4声部で計170人の団員を擁する。ヨークシャーやイギリス各地で公演を行い、BBCプロムスやマンチェスター・アリーナへも出演する他、BBC Radio 3にて定期的に公演が放送されている。共演した主要なオーケストラにはハレ管弦楽団、BBC交響楽団、BBCフィルハーモニック、ノーザン・シンフォニア、ロンドン室内管弦楽団、オペラ・ノース管弦楽団、イギリス室内管弦楽団などがある。
現在、合唱指揮者・芸術顧問をサイモン・ライト（Simon Wright）が務めている。

## 歴史・概要
1858年、ヴィクトリア女王によるリーズ・タウン・ホールの開館を祝して開催された第1回目のリーズ音楽祭で、合唱を担当する合唱団として発足。それ以来音楽祭開催の度に臨時編成されてきたが、1976年に自主運営団体として独立。2008年には合唱団の創立150年を記念したジュディス・ビンガムの特別委嘱作品《シェイクスピア・レクイエム》の初演を行った。
創立以来の長い歴史の中で、アーサー・サリヴァン、トーマス・ビーチャム、ジョン・バルビローリ、カルロ・マリア・ジュリーニ、ヤッシャ・ホーレンシュタイン、ハンス・リヒター、ピエール・ブーレーズ、チャールズ・マッケラス、コリン・デイヴィス、ジョン・エリオット・ガーディナー、ヤン・パスカル・トルトゥリエ、マーク・エルダー、ロジャー・ノリントン、ジョン・ラボック、アンドルー・デイヴィスら錚々たる指揮者が指揮に参加している。
これまでリーズ音楽祭による様々な委嘱作品の初演に参加しており、ドヴォルザークの《聖ルドミラ》（1886年）、エルガーの《カラクタクス》（1898年）などが作曲者自身の指揮によって演奏されてきた。最も有名な委嘱作品にウォルトンの《ベルシャザールの饗宴》（1931年）があり、マルコム・サージェントが初演の指揮を担当した。
定期公演は、主にリーズ国際コンサートシーズンの一環として、リーズ・タウン・ホールで行われている。近年は、マンチェスターのブリッジウォーター・ホール、ヨーク大聖堂でも公演し、さらにロイヤル・アルバート・ホールでのBBCプロムスにも参加している。主なレパートリーにはモーツァルト、ベートーヴェン、バッハ、ベルリオーズ、トマス・タリス、マーラー、ヴェルディ、ロッシーニ、エルガー、シェーンベルク、プーランク、ヒンデミット、シューベルト、リヒャルト・シュトラウス、ショスタコーヴィチ、ピーター・マクスウェル・デイヴィスなどがある。